# Stanisław Tkocz (duchowny)

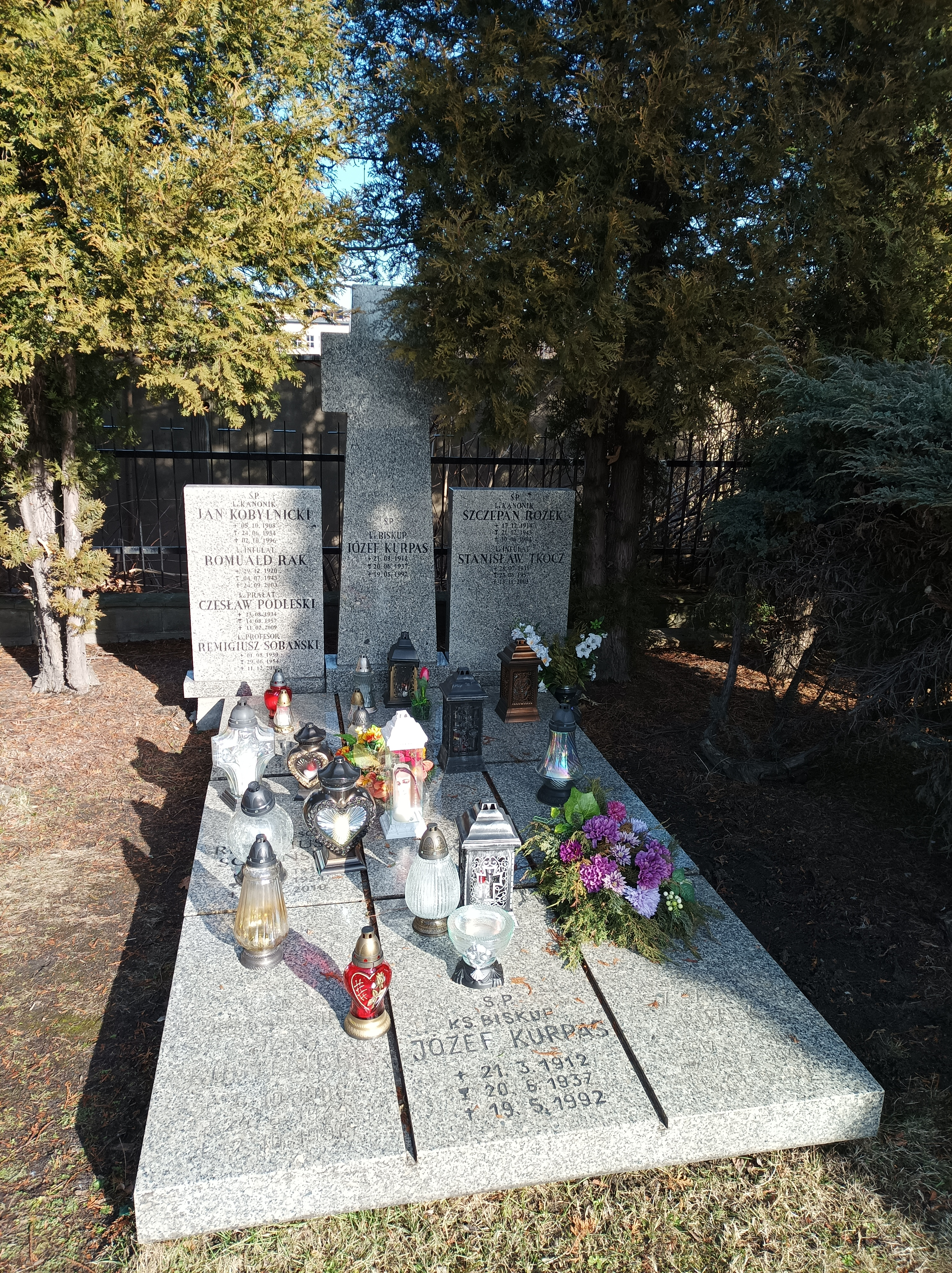
Grób ks. Stanisława Tkocza na cmentarzu przy ul. Sienkiewicza w Katowicach

Stanisław Tkocz (ur. 31 lipca 1931 w Jastrzębiu-Zdroju, zm. 13 listopada 2003 w Katowicach) − polski duchowny katolicki, infułat, w latach 1974–2003 redaktor naczelny tygodnika „Gość Niedzielny”.

## Biogram
Urodził się w rodzinie nauczycielskiej. Rodzicami jego byli powstańcy śląscy. W czasie II wojny światowej ojciec Józef służył w Polskich Siłach Zbrojnych na Zachodzie, matka zaś, Wiktoria z domu Mazur, była żołnierzem Armii Krajowej. W czasie okupacji uczęszczał do niemieckiej szkoły. Maturę zdał w I Liceum Ogólnokształcącym w Rybniku. W 1951 r. rozpoczął studia dziennikarskie na wydziale filozoficzno-społecznym Uniwersytetu Jagiellońskiego. W 1952 roku przerwał je i wstąpił do Wyższego Śląskiego Seminarium Duchownego w Krakowie. Dnia 14 sierpnia 1957 przyjął święcenia kapłańskie. Po święceniach pracował jako wikariusz w parafii pw. Wniebowzięcia Najświętszej Maryi Panny w Wodzisławiu Śląskim (w latach 1957–1960). Następnie został notariuszem w Kurii Diecezjalnej w Katowicach w latach 1960–1968 i jej kanclerzem w latach 1968–1974.
W latach 1974–2003 był redaktorem naczelnym tygodnika „Gość Niedzielny”, który przekształcił w czasopismo o charakterze ogólnopolskim, kierowane do ambitniejszego czytelnika, ze znaczną ilością publicystki kulturalnej i społecznej. Poza tym był referentem prasowym w Kurii Metropolitalnej w Katowicach (1982–2000), a od 1987 roku wykładowcą środków społecznego przekazu w Wyższym Śląskim Seminarium Duchownym w Katowicach. W 1989 roku był współzałożycielem Związku Górnośląskiego.
Zmarł 13 listopada 2003 roku w szpitalu w Katowicach. Został pochowany na cmentarzu przy ul. Henryka Sienkiewicza w Katowicach.

## Odznaczenia i nagrody
- Nagroda im. Bolesława Prusa przyznana przez podziemne struktury Stowarzyszenia Dziennikarzy Polskich (1986)
- Nagroda im. Karola Miarki (1990)
- Platynowy Laur przyznany przez Regionalne Izby Gospodarcze Bielska-Białej, Częstochowy, Katowic i Opola (1996)
- Śląska Nagroda im. Juliusza Ligonia przyznana przez Katolickie Stowarzyszenie „Civitas Christiana” – Oddział Śląski (1998)
- Krzyż Kawalerski Orderu Odrodzenia Polski (1999)
- Nagroda "Lux ex Silesia" (1999)